# Botritis

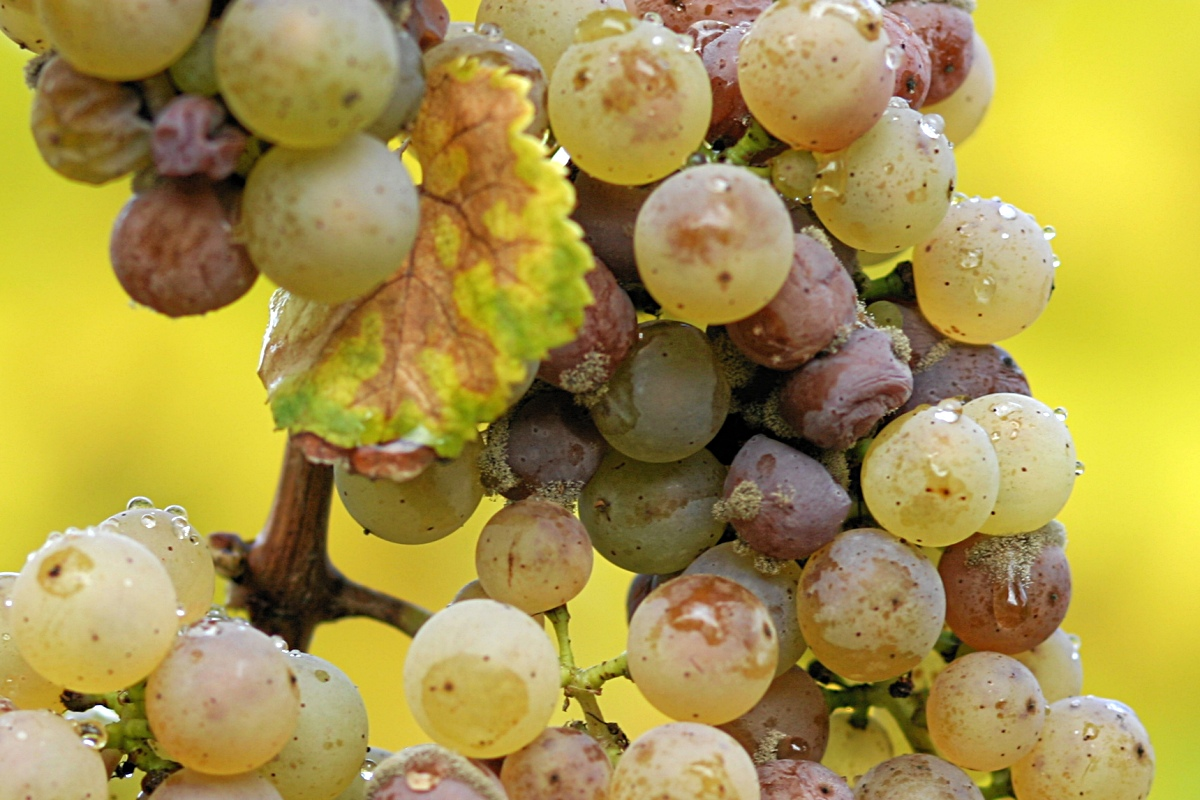
Atac del fong Botrytis cinerea a un cep de la varietat Riesling.

La botritis és una malaltia causada pel fong Botrytis cinerea, que ataca molts cultius, com ara la vinya, arbres fruiters, maduixa, tomàquet, pebrot, albergínia, hortícoles variades i plantes ornamentals. També coneguda com a podridura grisa, floridura dels fruits, floridura grisa, podridura peduncular dels fruits.
En el cas de la vinya i segons les circumstàncies pot ser una afectació fatal (podridura grisa o negra) o valuosa (podridura noble).